# اشاهبه (یمن)
 اشاهبه  به عربی ( الأشاهبة )، روستایی در دهستان المقاطر از توابع استان شبوه در کشور یمن در شبه جزیره عربستان است.

## جمعیت
جمعیت آن ( ۱۰۰ ) نفر ( ۹ خانوار) می‌باشد.